# Овчинников, Валентин Александрович
Валенти́н Алекса́ндрович Овчи́нников (1880, Вятская губерния — после 1929) — российский и советский юрист, профессор международного права.

## Биография
- В 1903 году окончил Императорский Казанский университет по юридическому факультету. За время прохождения курса в университете получил две золотых медали за сочинения «Сравнение учения Гоббса и Канта о естественном праве» и «Философия Парменида».
- 1904 год — готовится в университете к профессорскому званию по кафедре международного права.
- 1905—1906 годы — сдаёт магистерский экзамен.
- 1906—1908 годы — в научной заграничной командировке.
- 1910 год — избран доцентом по кафедре международного права в Варшавском университете.
- 1916 год — защитил в Юрьевском университете диссертацию на степень магистра международного права, после чего был избран профессором Варшавского университета (с 1917 года Донского).
- 1916—1923 годы — после эвакуации университета в 1915 году в Ростов-на-Дону работал ориентировочно по 1923 год в Ростове.
- С 1924 года — профессор международного права Восточного факультета Дальневосточного университета во Владивостоке.
- 1926 год (второй семестр) — читает лекции на юридическом факультете в Харбине по международному праву и истории международных отношений после Версаля.
- 1920—1930 годы — публикует «Договор Лиги Наций и международное право». Ростов-на-Дону: 1923, «К анализу советско-японского соглашения», Восточная студия, 1925, «К трёхсотлетию трактата гуго Гроция»- «Известия юридического факультета», том 3; «Из юридической литературы о международном положении Монголии», там же, том 3, «О консульском уставе СССР», там же, том 5.
- 1925—1928 годы — работает на юридическом факультете в Харбине. 18 декабрём 1928 года датирована его работа «Несколько замечаний на теорию Шюкинга о территориальных водах», изданная уже во Владивостоке в 1929 году тиражом всего лишь в 500 экземпляров. Это позволяет сделать вывод о том, что к этому времени он уже покинул Харбин и жил во Владивостоке.

## Публикации
- «Учение о неприкосновенности преступных послов в литературе XVI и начала XVII столетия», 1912
- «К учению о посольской неприкосновенности. Обзор литературы вопроса о неприкосновенности посла, совершившего преступление в месте миссии за время от Конрада Бруна до Гуго Гроция». Варшава, 1915.
- «Договор Лиги Наций и международное право». Ростов-на-Дону: 1923
- «К анализу советско-японского соглашения», Восточная студия, 1925
- «К трёхсотлетию трактата гуго Гроция», «Известия юридического факультета», том 3
- «Из юридической литературы о международном положении Монголии», там же, том 3
- «О консульском уставе СССР», там же, том 5.